# No Scrubs
No Scrubs är en sång inspelad av den amerikanska R&B-trion TLC för deras tredje studioalbum FanMail (1999). Midtempospåret gavs ut som skivans ledande singel och blev gruppens tredje listetta och åttonde topp-tio singel på USA:s singellista Billboard Hot 100. Den tjänade även gruppens andra Grammy Award-nominering med utmärkelsen "Record of the Year". Singeln anses som TLC:s signaturlåt tack vare dess enorma framgångar internationellt. I USA, Storbritannien och Nya Zeeland certifierades "No Scrubs" platina och var den näst största singeln under 1999 enligt Billboards Year End Charts. 

## Format och innehållsförteckning
- US CD-singel

1. "No Scrubs" (Album Version) - 3:39
2. "No Scrubs" (Instrumental) - 3:37

- Internationell CD1

1. "No Scrubs" (Album Version) - 3:37
2. "No Scrubs" (Main Mix with Left Eye's Rap) - 4:00
3. "No Scrubs" (Instrumental) - 3:37
4. "Silly Ho" (Album Version) - 4:16

- Internationell CD2

1. "No Scrubs" (Album Version) - 3:39
2. "Waterfalls" (Radio Version) - 4:19
3. "Creep" (Radio Version) - 4:26

## Listor
| Chart (1999)                            | Peak position |
| --------------------------------------- | ------------- |
| Amerikanska Billboard Hot 100           | 1             |
| Amerikanska Billboard Top 40 Mainstream | 1             |
| Amerikanska Billboard R&B/Hip-Hop Songs | 1             |
| Amerikanska Billboard Rhythmic Top 40   | 1             |
| Storbritanniens singellista             | 3             |
| Australiens ARIA Singles Chart          | 1             |
| Kanadas singellista                     | 1             |
| Irlands singellista                     | 1             |
| Nya Zeelands RIANZ Singles Chart        | 1             |
| Nederländernas singellista              | 3             |
| Tysklands singellista                   | 4             |
| Frankrikes singellista                  | 5             |
| Schweiz singellista                     | 5             |
| Norges singellista                      | 7             |
| Sveriges Sverigetopplistan              | 16            |
| Österrikes singellista                  | 26            |